# Koło podbiegunowe południowe

Koło podbiegunowe południowe

Koło podbiegunowe południowe – koło podbiegunowe położone na półkuli południowej, wyznaczone przez równoleżnik o szerokości geograficznej zbliżonej do 66°33'S (dokładna lokalizacja jest zmienna w czasie; dostępny jest kalkulator obliczający aktualne położenie). Ogranicza obszar nazywany Antarktyką, niemal całkowicie zamyka w sobie Antarktydę. Jest oddalone od równika o tyle samo stopni, co koło podbiegunowe północne.

## Historia
Jako pierwszy koło podbiegunowe południowe przekroczył James Cook 17 stycznia 1773. Nie dotarł jednak do lądu ani też nie dostrzegł go. Antarktydę ujrzano po raz pierwszy niemalże 50 lat później; z odkrycia kontynentu zasłynęli szczególnie: Fabian Bellingshausen, Edward Bransfield i Nathaniel Palmer. Od listopada 1840 do kwietnia 1841 po Antarktyce podróżował brytyjski oficer marynarki James Clark Ross, na którego część nazwano Morze Rossa. Odkrył Lodowiec Szelfowy Rossa, który nazwał „Wielką Barierą Lodową” (Great Ice Barrier). Ponad 30 lat później HMS „Challenger” stał się pierwszym okrętem o napędzie parowym, który przekroczył koło podbiegunowe południowe.
Pierwsza siedziba ludzka w Antarktyce zamieszkana na stałe była położona poza kołem podbiegunowym, wybudowano ją w 1903 na Orkadach (Omond House). Najstarszą nieustannie działającą stacją badawczą zbudowaną za kołem podbiegunowym południowym jest Mawson Station.

## Położenie
Położenie koła podbiegunowego południowego nie jest stałe, równoleżnik je wyznaczający przesuwa się przeciętnie o 47 sekund w ciągu stulecia. W roku 2000 koło podbiegunowe południowe przebiegało przez równoleżnik 66°33'39"S. Określa ono północną granicę obszaru (Antarktyki), na którym przez przynajmniej jeden dzień w roku (podczas przesileń) słońce nie zachodzi lub nie wschodzi (trwa noc polarna lub dzień polarny). Na północ od koła podbiegunowego południowego położona jest strefa subpolarna, Subantarktyka, obejmująca pas o szerokości 32–48 km (dalej na północ leży strefa konwergencji antarktycznej).

## Klimat
Za kołem podbiegunowym południowym występuje pustynia polarna. Wyróżnić można 3 główne strefy klimatyczne: interioru (skrajnie chłodny, niewielkie opady), obszarów wybrzeża (nieco cieplejszych, niż interior) oraz Półwyspu Antarktycznego (najcieplejszy, z największą sumą opadów).

## Fauna i flora
W odróżnieniu od Arktyki, w Antarktyce nie występuje tundra, drzewa czy krzewy. Występuje tu ograniczona liczba różnorodnych grzybów mikroskopijnych (20 gatunków), wątrobowców (25 gatunków), porostów (350 gatunków) i mchów (100 gatunków). Antarktykę zasiedlają dwa rodzime gatunki roślin naczyniowych: śmiałek antarktyczny (Deschampsia antarctica) i kolobant antarktyczny (Colobanthus quitensis). Na południe od strefy konwergencji antarktycznej odnotowano występowanie 45 gatunków ptaków. Wśród nich jest 7 pingwinów, w tym dwa występujące powszechnie wzdłuż linii wybrzeża: pingwin cesarski (Aptenodytes forsteri) i pingwin białooki (Pygoscelis adeliae).

## Ludność

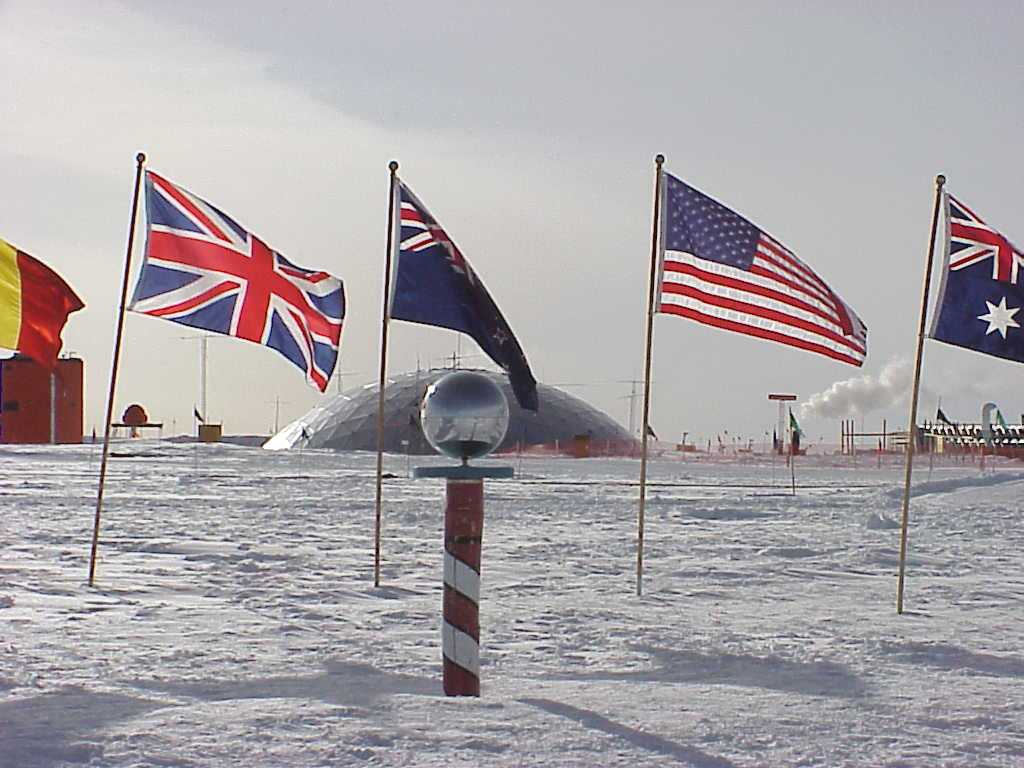
Dekoracyjny słup wyznaczający biegun południowy otoczony flagami państw, które jako pierwsze podpisały Układ Antarktyczny

Ludność Antarktyki skupiona jest w działających sezonowo lub całorocznie stacjach badawczych. Największą z nich jest McMurdo, którą w lecie zamieszkuje około 1200 osób (stan w 2017). Według szacunków z 2009 Antarktykę zamieszkuje zimą około 1100 osób, latem – 4400. Dodatkowo około tysiąca osób stanowi załoga i pracownicy naukowi na statkach w obrębie terenów antarktycznych, tak jak je definiuje Układ Antarktyczny.